# Tiefenthal (Bad Staffelstein)
Tiefenthal ist ein Gemeindeteil der oberfränkischen Stadt Bad Staffelstein im Landkreis Lichtenfels.

## Geographie
Tiefenthal liegt etwa sieben Kilometer südöstlich von Bad Staffelstein am Fuß der Weißjurahochfläche östlich des Maintals. An dem Weiler fließt der  Tiefentalbach vorbei. Eine Straße zur Rehabilitationsklinik Lautergrund der Deutschen Rentenversicherung Berlin-Brandenburg führt durch Tiefenthal.

## Geschichte
Der Ort wurde erstmals 1413 bei den Zinseinkünften des Abtes von Kloster Michelsberg als „Tiffental“ erwähnt. Die Ortsbezeichnung wurde jahrhundertelang nur als Flurnamen verwendet. Sie bedeutet unergründliches Tal. 1880 errichtete sich der Wagnergeselle Johann Schnappauf im Tiefenthal ein Wohnhaus, das später zu einer Mühle erweitert wurde. 1904 folgten der Bau eines Stalls sowie einer Schneidsäge, 1912 eine Scheune.
Die Einöde Tiefenthal wurde erstmals 1950 unter den von den Gemeinden neu mitgeteilten Ansiedlungen als Schwabthaler Gemeindeteil erwähnt. Die amtliche Benennung folgte in den 1950er Jahren. Die Gebäude der Mühle wurden 1966 im Zuge des Ausbaus der Lungenheilanstalt Lautergrund abgerissen. Das Mühlrad blieb erhalten.
Bei der Volkszählung vom 13. September 1950 zählte die Einöde ein Wohngebäude mit fünf Bewohnern. Die katholische Schule und Kirche befanden sich in Frauendorf, die evangelische Pfarrei in Staffelstein 1961 hatte Tiefenthal zehn Einwohner und drei Wohngebäude, 1970 waren die Zahlen unverändert. Im Jahr 1987 lebten in dem Weiler elf Personen in drei Wohngebäuden mit vier Wohnungen.
Am 1. Juli 1972 wurde der Landkreis Staffelstein aufgelöst und Schwabthal mit Tiefenthal in den Landkreis Lichtenfels eingegliedert. Am 1. Januar 1978 folgte die Eingemeindung nach Staffelstein.